# Слобода Мичалович
Слобода Мичалович-Четкович (серб. Слобода Мићаловић-Ћетковић, нар.. 21 серпня 1981, Лесковац, Соціалістичної республіки Сербія (Югославія)), більш відома як Слобода Мичалович — сербська актриса.

## Біографія
Слобода Мичалович народилася 21 серпня 1981 року в місті Лесковац Соціалістичної республіки Сербія (Югославія). Її мати Міліца Мичалович — перукарка, а батько Драган Мичалович — актор (помер у червні 2017 р.). У Слободи є старша сестра Мірьяна і молодша — Драгана.
З восьми років Слобода співала в хорі і навчалася у початковій музичній школі, після закінчення якої вступила до середньої музичної школи «Станіслав Бинички». Також займалася спортом і танцями.
У 1999 році, відразу ж після бомбардування Югославії силами НАТО, Слобода вступила на Факультет драматичного мистецтва в Белграді. Першу серйозну роль вона отримала в популярній театральній п'єсі «Коштана» Борисава Станковича. Коли Слобода навчалася на третьому курсі, режисер Здравко Шотра запросив її на кастинг свого нового фільму «Зона Замфірова». На головну роль претендувала інша сербська актриса — Катарина Радівоєвич.

## Творчість
Мичалович розпочала свою творчу кар'єру на сцені. Після невеликих ролей у кіно і на телебаченні вона здіснила прорив завдяки ролі Васке у 2002 році у фільмі «Зона Замфірова», в якому зіграли Катерина Радівоєвич та Воїн Цеткович. Потім Мичалович зобразила Єлену Чадженович у телевізійному серіалі RT (Pink) M (j) ešoviti brak з Мілютіном Караджичем та Дарою Джоокіч у головних ролях з 2003 по 2007 рр. теленовели Yo soy Betty, la fea, а також з'явилася в ролі королеви Наталії Обренович у телевізійному фільмі Kraljevina Srbija.
У 2008 і 2009 роках Мичалович знімалася у серіалі RTS Ranjeni orao, який став найпопулярнішим сербським телесеріалом усіх часів. Її також розглядали за роль Катаріни у фільмі 2009 року «Святий Георгій Георгій Убива Аждаху», зрештою відданий Наташі Яніч. У 2011/2012 роках вона знялася в телевізійному серіалі «Незалежне серце».

## Особисте життя
12 травня 2008 року вийшла заміж за сербського актора Войїна Четковича, з яким вона познайомилася на зйомках фільму «Зона Замфірова».
12 січня 2010 року у пари народилися близнюки — Міла і Віра.

## Фільмографія

### Телебачення
| Рік       | Українська назва            | Оригінальна назва             | Роль                       | Примітки  |
| --------- | --------------------------- | ----------------------------- | -------------------------- | --------- |
| 2002      |                             | Класу 2002                    |                            | Телефільм |
| 2002      | Зона Замфірова              | Зона Замфирова                | Васка                      | Телефільм |
| 2002      |                             | До чека дочека                |                            | Телефільм |
| 2002      | Подіум                      | Подијум                       | Емануела                   |           |
| 2003      |                             | Лаку ноћ, децо                |                            |           |
| 2003      |                             | Илка                          | Драга                      | Телефільм |
| 2004      |                             | Трагом Карађорђа              | Олена                      |           |
| 2004      | Пограбування Третього рейху | Пљачка Трећег рајха           | єврейка Сара               | Телефільм |
| 2003-2007 |                             | M(j)esoviti brak              | Олена Чадженович           |           |
| 2007      |                             | Осма седница або живіт је сан |                            | Телефільм |
| 2007-2008 | Не здавайся, Ніна!          | Не дај се, Ніна!              | Ванесса Тинтор             |           |
| 2008      | Королівство Сербія          | Краљевина Србија              | королева Наталія Обренович | Телефільм |
| 2008-2009 | Поранений орел              | Рањени орао                   | Анджеліка Боянич           |           |
| 2009      | Мансарда                    | Мансарда                      | Кікі                       |           |
| 2011-2012 | Непереможне серце           | Непобедиво срце               | Мілена Новакович           |           |
| 2012-2013 |                             | Јагодићи                      | Аїда                       |           |
| 2015-2016 |                             | Чизмаши                       | Софія                      |           |
| 2016      | По чумацькому шляху         | На чумацькому путу            | Мілена                     | Телефільм |
| 2016-2017 |                             | Santa Maria della Salute      | Ольга Дунджерскі           |           |
| 2017      |                             | Немањићи — рађање краљевине   | Ганна Дандоло              |           |

### Фільми
| Рік  | Українська назва | Оригінальна назва | Роль  | Примітки               |
| ---- | ---------------- | ----------------- | ----- | ---------------------- |
| 2011 |                  | The Runner        | Тияна | Короткометражний фільм |